# Напад на американське посольство в Бейруті (1983)
Напад на американське посольство в Бейруті (1983) — терористичний акт, здійснений 18 квітня 1983 року в Бейруті терористом-смертником Ісламської організації Джихаду, в результаті якого загинули 32 ліванці, 17 американців і 14 відвідувачів посольства та перехожих. Жертвами були переважно співробітники посольства і ЦРУ, а також кілька американських солдатів і один охоронець Корпусу морської піхоти США. Це був найсмертоносніший напад на американську дипломатичну місію до того часу, і його вважають початком ісламістських атак на американські об'єкти.
Напад стався після втручання в громадянську війну в Лівані Сполучених Штатів та інших західних країн, які намагалися відновити порядок і владу центрального уряду.

## Зміст
Бомба в автомобілі була підірвана терористом-смертником, водієм фургона, начиненого вибухівкою вагою близько 900 кг, приблизно о 13:00 (GMT+2) 18 квітня 1983 року. Фургон, який спочатку був проданий у Техасі, а потім куплений уживаним і переправлений до Перської затоки, під'їхав до території посольства і припаркувався під портиком перед самим фасадом будівлі, де і вибухнув. Колишній оперативник ЦРУ Роберт Баєр стверджував, що фургон прорвався через прибудову, врізався у двері вестибюля і вибухнув там.
Вибух зруйнував весь центральний фасад підковоподібної будівлі, залишивши уламки балконів і офісів у вигляді нагромаджених ярусів уламків, а також розкидавши цегляну кладку, металеві та скляні уламки широкою смугою. Вибух було чути в усьому західному Бейруті, а шибки вилетіли за милю звідти. Рятувальники працювали цілодобово, відкопуючи загиблих і поранених.

Президент Рональд Рейган і перша леді Ненсі Рейган висловлюють свою повагу і данину пам'яті тринадцяти американським цивільним особам і чотирьом американським військовослужбовцям, які стали жертвами вибуху в посольстві в Бейруті. 1983

Проіранська група, що називала себе Ісламською організацією Джихаду, у телефонному дзвінку до редакції новин одразу після вибуху взяла на себе відповідальність за вибух. Анонімний абонент сказав: «Це частина кампанії Іранської революції проти імперіалістичних цілей у всьому світі. Ми продовжимо наносити удари по будь-якій присутності хрестоносців у Лівані, включно з міжнародними силами». Раніше угрупування брало на себе відповідальність за гранатометний обстріл, в результаті якого було поранено п'ять американських військовослужбовців міжнародних миротворчих сил у Лівані.
Суддя Джон Бейтс з Окружного суду США у Вашингтоні, 8 вересня 2003 року присудив за замовчуванням 123 мільйони доларів США 29 американським жертвам і членам сімей американців, загиблих під час вибуху. Суддя Ройс Ламберт з Окружного суду США у Вашингтоні, 30 травня 2003 року визначив, що вибух був здійснений бойовим угрупуванням «Хезболла» зі схвалення і фінансування вищих посадових осіб Ірану, що відкрило шлях до відшкодування збитків жертвам теракту. Іран не був присутній у суді, щоб допитати свідків або надати власні докази.